# El Lago (Texas)
El Lago es una ciudad ubicada en el condado de Harris en el estado estadounidense de Texas. En el Censo de 2010 tenía una población de 2.706 habitantes y una densidad poblacional de 1.486,19 personas por km².

## Geografía
El Lago se encuentra ubicada en las coordenadas 29°34′17″N 95°2′43″O / 29.57139, -95.04528. Según la Oficina del Censo de los Estados Unidos, El Lago tiene una superficie total de 1.82 km², de la cual 1.65 km² corresponden a tierra firme y (9.53%) 0.17 km² es agua.

## Demografía
Según el censo de 2010, había 2.706 personas residiendo en El Lago. La densidad de población era de 1.486,19 hab./km². De los 2.706 habitantes, El Lago estaba compuesto por el 91.5% blancos, el 1.63% eran afroamericanos, el 0.44% eran amerindios, el 1.52% eran asiáticos, el 0.33% eran isleños del Pacífico, el 2.4% eran de otras razas y el 2.18% pertenecían a dos o más razas. Del total de la población el 9.94% eran hispanos o latinos de cualquier raza.

## Transporte
La Autoridad Metropolitana de Tránsito del Condado de Harris (METRO) gestiona servicios de transporte.

## Educación
El Distrito Escolar Independiente de Clear Creek gestiona escuelas públicas.